# Свети Архангели (Призрен)
Вижте пояснителната страница за други значения на Свети Архангели.
„Свети Архангели Гавраил и Михаил“ (на сръбски: Манастир Светих архангела) е православен манастир, разположен в каньона на река Призренска Бистрица, Косово. Наблизо е разположена крепостта Призренец. Отстои на около 3 километра от Призрен.

## История
Манастирът е построен на мястото на по-стара църква. Съграден е в периода 1343 – 1352 от цар Стефан Душан като последен негов дом. С изграждането на манастира е натоварен стареца Яков, който по-късно е Серски митрополит. Стефан Душан дарява на манастира 93 села (в Скопско, Полога, днешна Албания и по адриатическото крайбрежие около река Бояна) със землищата им и железен рудник по течението на река Топлица. След превземането на Призрен от османците през 1455 година манастирът започва да запада, а през 1615 година целият манастирски комплекс е съборен, като дяланите камъни използвани за направата му са взети за изграждането на Синан паша джамия в Призрен.

## Манастирски комплекс
Манастирът е опасан от масивна стена, зад която се намират манастирска църква „Свети Архангели“, параклисът „Свети Никола“, конаци, библиотека, болница и трапезария. Подът на манастирската църква е богато украсен със стенописи и мозайки изобразяващи геометрични форми, митични животни, графики, лъвове, птици и риби. Вътрешно църквата е изцяло зографисана, богато украсена, включително със скулптури на ангели, светци, човешки фигури, животни и цветя, изработени от различни материали. Районът около гроба на цар Душан е архитектурно решен в малки колонки. Тук намира покой цар Стефан Душан до 1929 година, когато тогавашната сръбска власт решава, че мястото на тленните останки на царя е Белград, а не Косово и Призрен, и костите му са препогребани в църквата „Свети Марко“ в Белград въпреки волята на владетеля приживе.
Днес манастирът е място за поклонение на останалите християни от района на Призрен и Средска Жупа.